# Paraves
I Paraves sono un diffuso gruppo di dinosauri teropodi originatisi durante il Giurassico superiore. Oltre agli estinti dromaeosauridi, troodontidi e scansoriopterygidi, il gruppo contiene anche gli avialae, clade che contiene anche le novemila specie di uccelli viventi. I membri più primitivi di Paraves sono ben noti per avere un grande artiglio a falce sul secondo dito di ciascun piede, tenuto sollevato durante la locomozione in alcune specie.

## Classificazione
I Paraves comprendono due grandi sottogruppi: Avialae, che comprendono Jeholornis e gli uccelli veri e propri, e i deinonicosauri, che comprendono i dromeosauridi e i troodontidi. Queste ultime due famiglie potrebbero non rappresentare un gruppo monofiletico.
Il nome Paraves fu coniato da Paul Sereno nel 1997, e venne definito dallo stesso Sereno nel 1998 come un clade contenente tutti i Maniraptora più vicini ai neorniti (ovvero tutti gli uccelli moderni e i loro stretti parenti) che a Oviraptor. Sempre nel 1997, un clade definito Eumaniraptora venne descritto da Padian, Hutchinson e Holtz. Questo clade venne istituito per comprendere uccelli e deinonicosauri. Il termine Eumaniraptora è solitamente considerato un sinonimo di Paraves, anche se alcuni studi filogenetici suggeriscono che i due gruppi potrebbero essere stati simili ma non identici. Uno studio (Agnolín e Novas, 2011) ha proposto che gli scansoriotterigidi e gli alvarezsauridi erano paraviani ma non eumaniraptori, mentre un altro studio (Turner, Makovicky e Norell, 2012) ha ipotizzato che Epidexipteryx fosse l'unico paraviano non Eumaniraptora noto.
Il paraviano ancestrale, un animale ipotetico, è il primo antenato comune di uccelli, dromeosauridi e troodontidi, che non fosse anche ancestrale agli oviraptorosauri. Poco può essere detto con certezza di questo animale. Uno studio (Turner et al., 2007) ha suggerito che questo animale non poteva volare o planare, e che fosse probabilmente piccolo (forse 65 cm di lunghezza e 600 - 700 grammi di peso). Altri studi, tuttavia, hanno proposto esempi di paraviani antichi e basali dotati di quattro ali (Xu et al., 2003; Xu et al., 2005; Hu et al., 2009).
Di seguito è raffigurato il cladogramma che segue l'analisi filogenetica degli studi di Cau et al. (2015):
|  | † Anchiornis                                                                        |
|  |                                                                                     |
|  | \| \| † Archaeopteryx \| \| \| \| \| \| Uccelli moderni e altri avialae \| \| \| \| |
|  |                                                                                     |
|  | † Archaeopteryx                                                                     |
|  |                                                                                     |
|  | Uccelli moderni e altri avialae                                                     |
|  |                                                                                     |

|  | † Archaeopteryx                 |
|  |                                 |
|  | Uccelli moderni e altri avialae |
|  |                                 |

|  | † Anchiornis                                                                        |
|  |                                                                                     |
|  | \| \| † Archaeopteryx \| \| \| \| \| \| Uccelli moderni e altri avialae \| \| \| \| |
|  |                                                                                     |
|  | † Archaeopteryx                                                                     |
|  |                                                                                     |
|  | Uccelli moderni e altri avialae                                                     |
|  |                                                                                     |

|  | † Archaeopteryx                 |
|  |                                 |
|  | Uccelli moderni e altri avialae |
|  |                                 |

|  | † Anchiornis                                                                        |
|  |                                                                                     |
|  | \| \| † Archaeopteryx \| \| \| \| \| \| Uccelli moderni e altri avialae \| \| \| \| |
|  |                                                                                     |
|  | † Archaeopteryx                                                                     |
|  |                                                                                     |
|  | Uccelli moderni e altri avialae                                                     |
|  |                                                                                     |

|  | † Archaeopteryx                 |
|  |                                 |
|  | Uccelli moderni e altri avialae |
|  |                                 |

|  | † Anchiornis                                                                        |
|  |                                                                                     |
|  | \| \| † Archaeopteryx \| \| \| \| \| \| Uccelli moderni e altri avialae \| \| \| \| |
|  |                                                                                     |
|  | † Archaeopteryx                                                                     |
|  |                                                                                     |
|  | Uccelli moderni e altri avialae                                                     |
|  |                                                                                     |

|  | † Archaeopteryx                 |
|  |                                 |
|  | Uccelli moderni e altri avialae |
|  |                                 |

|  | † Anchiornis                                                                        |
|  |                                                                                     |
|  | \| \| † Archaeopteryx \| \| \| \| \| \| Uccelli moderni e altri avialae \| \| \| \| |
|  |                                                                                     |
|  | † Archaeopteryx                                                                     |
|  |                                                                                     |
|  | Uccelli moderni e altri avialae                                                     |
|  |                                                                                     |

|  | † Archaeopteryx                 |
|  |                                 |
|  | Uccelli moderni e altri avialae |
|  |                                 |

|  | † Anchiornis                                                                        |
|  |                                                                                     |
|  | \| \| † Archaeopteryx \| \| \| \| \| \| Uccelli moderni e altri avialae \| \| \| \| |
|  |                                                                                     |
|  | † Archaeopteryx                                                                     |
|  |                                                                                     |
|  | Uccelli moderni e altri avialae                                                     |
|  |                                                                                     |

|  | † Archaeopteryx                 |
|  |                                 |
|  | Uccelli moderni e altri avialae |
|  |                                 |

|  | † Anchiornis                                                                        |
|  |                                                                                     |
|  | \| \| † Archaeopteryx \| \| \| \| \| \| Uccelli moderni e altri avialae \| \| \| \| |
|  |                                                                                     |
|  | † Archaeopteryx                                                                     |
|  |                                                                                     |
|  | Uccelli moderni e altri avialae                                                     |
|  |                                                                                     |

|  | † Archaeopteryx                 |
|  |                                 |
|  | Uccelli moderni e altri avialae |
|  |                                 |

|  | † Anchiornis                                                                        |
|  |                                                                                     |
|  | \| \| † Archaeopteryx \| \| \| \| \| \| Uccelli moderni e altri avialae \| \| \| \| |
|  |                                                                                     |
|  | † Archaeopteryx                                                                     |
|  |                                                                                     |
|  | Uccelli moderni e altri avialae                                                     |
|  |                                                                                     |

|  | † Archaeopteryx                 |
|  |                                 |
|  | Uccelli moderni e altri avialae |
|  |                                 |